# Trente-trois Kannon de Mino

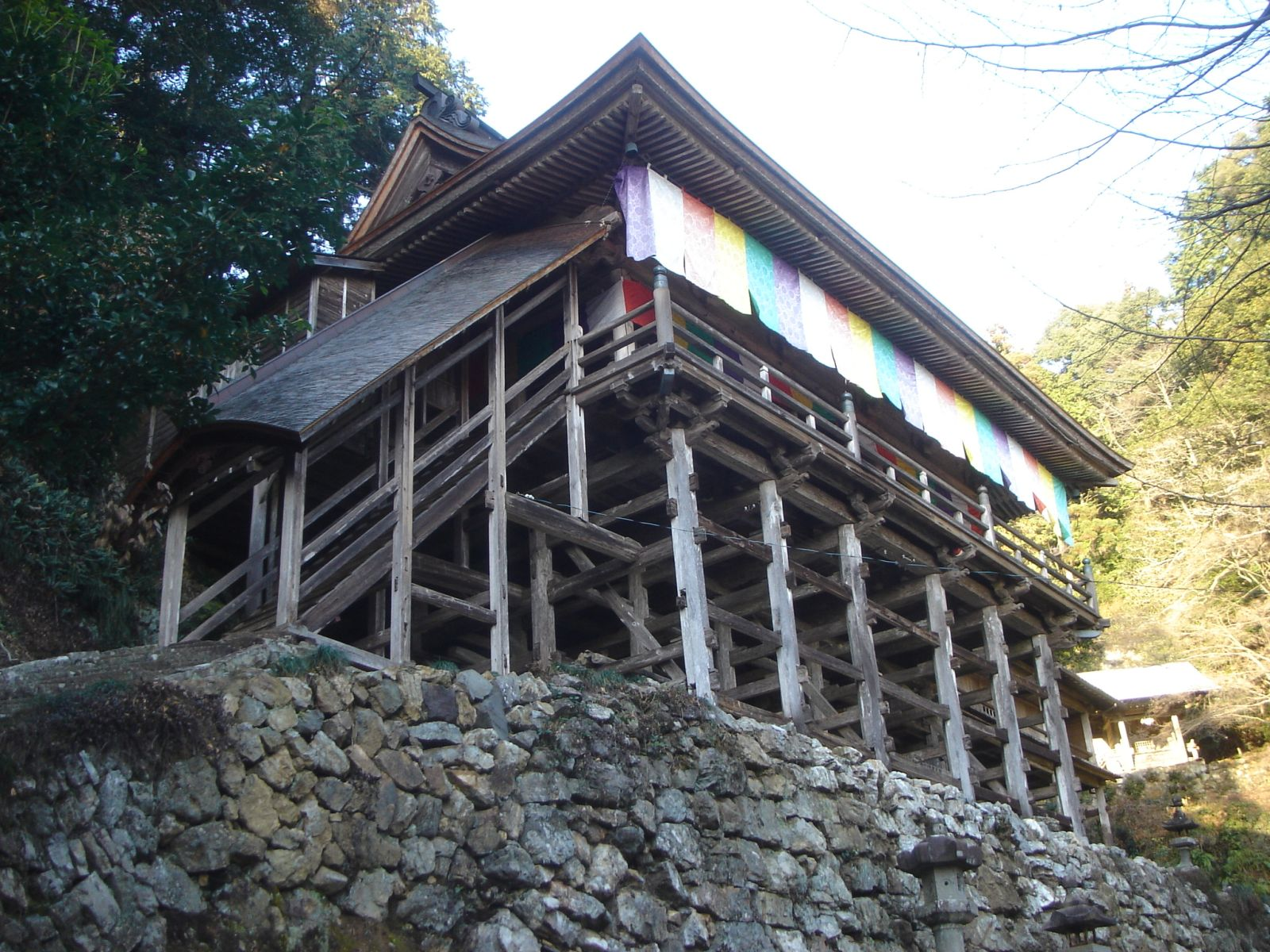
Le Nichiryūbu-ji.

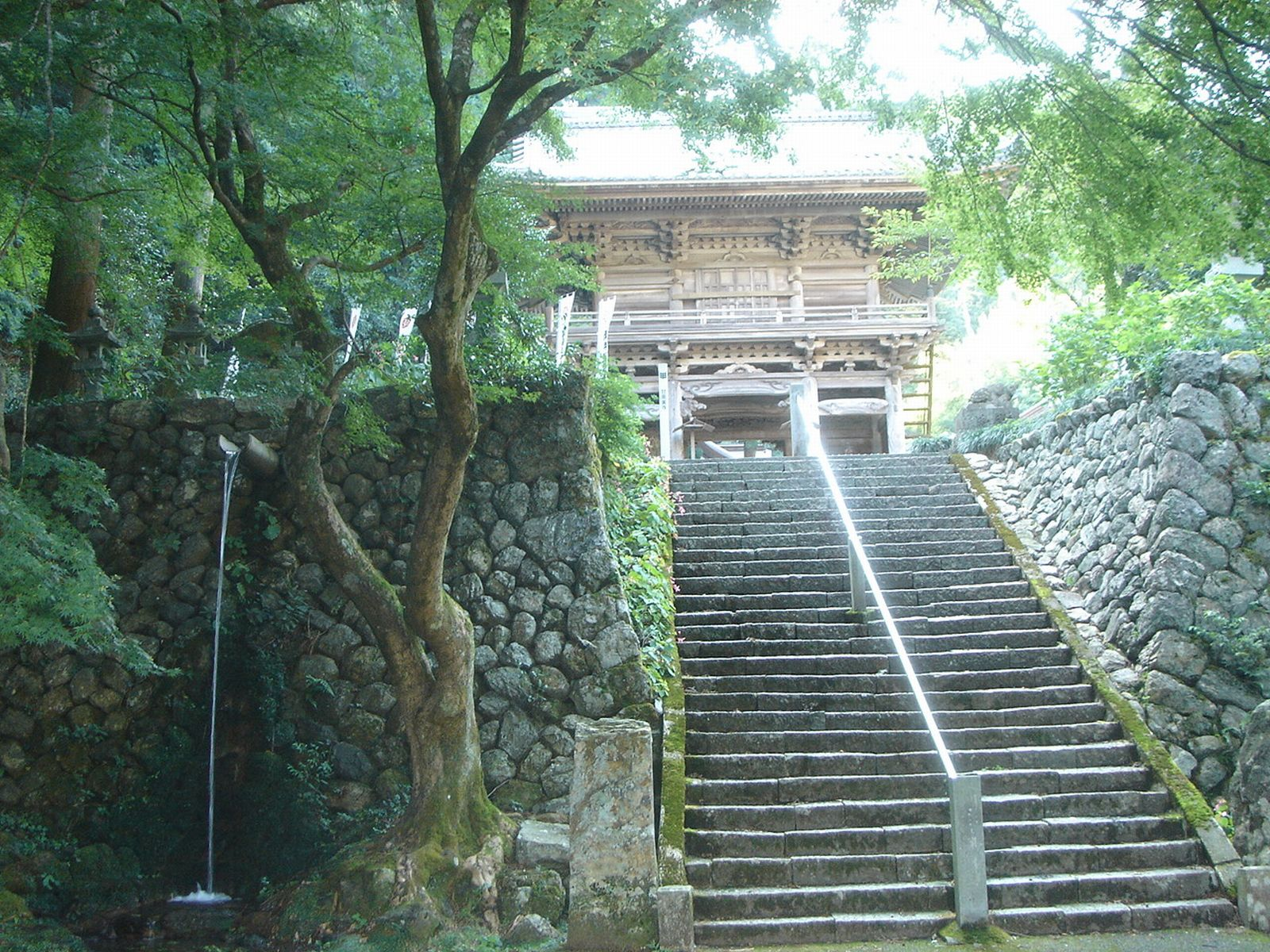
Le Kannami-ji.

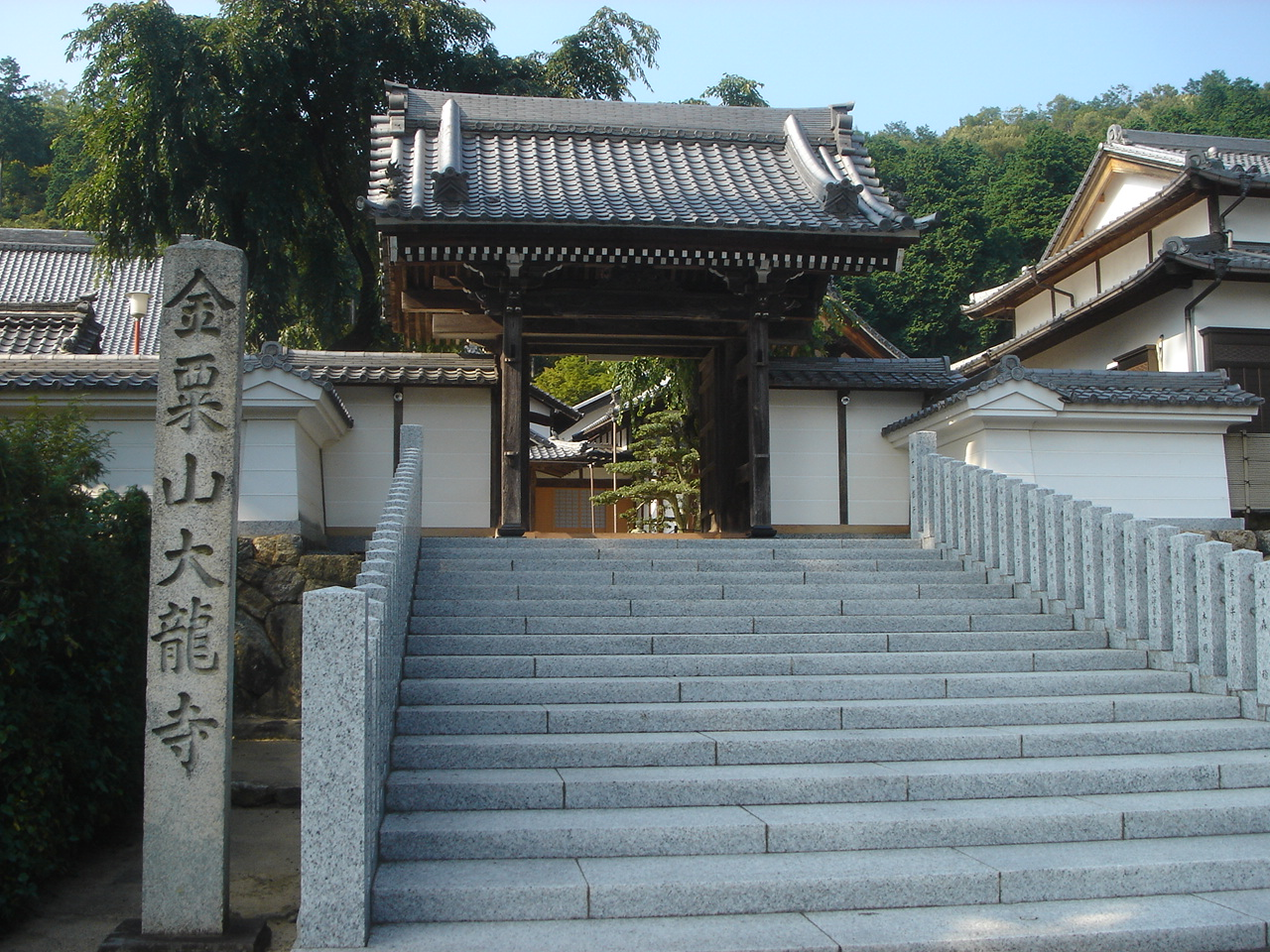
Le Dairyū-ji.

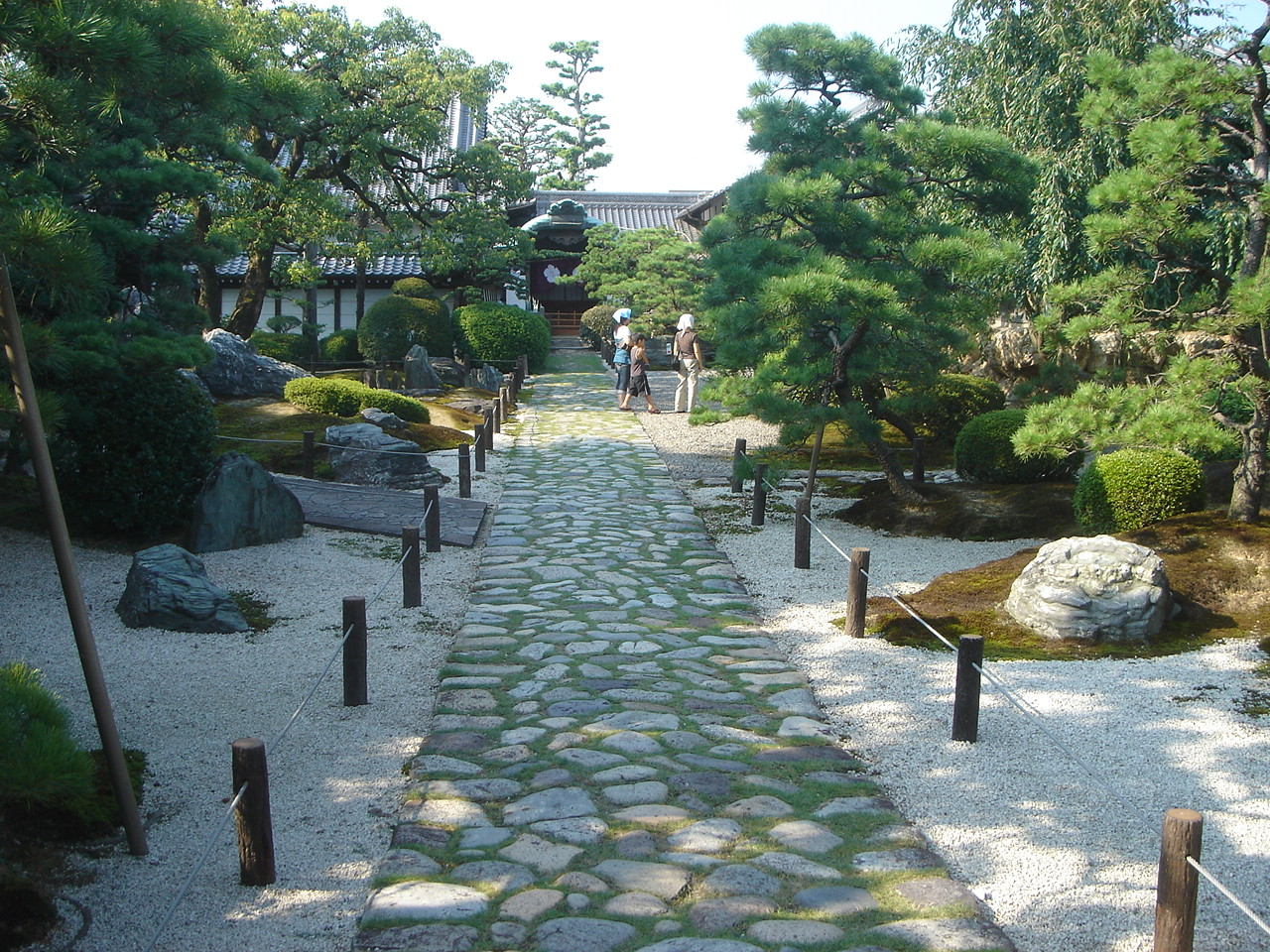
Chemin menant au Sōfuku-ji.

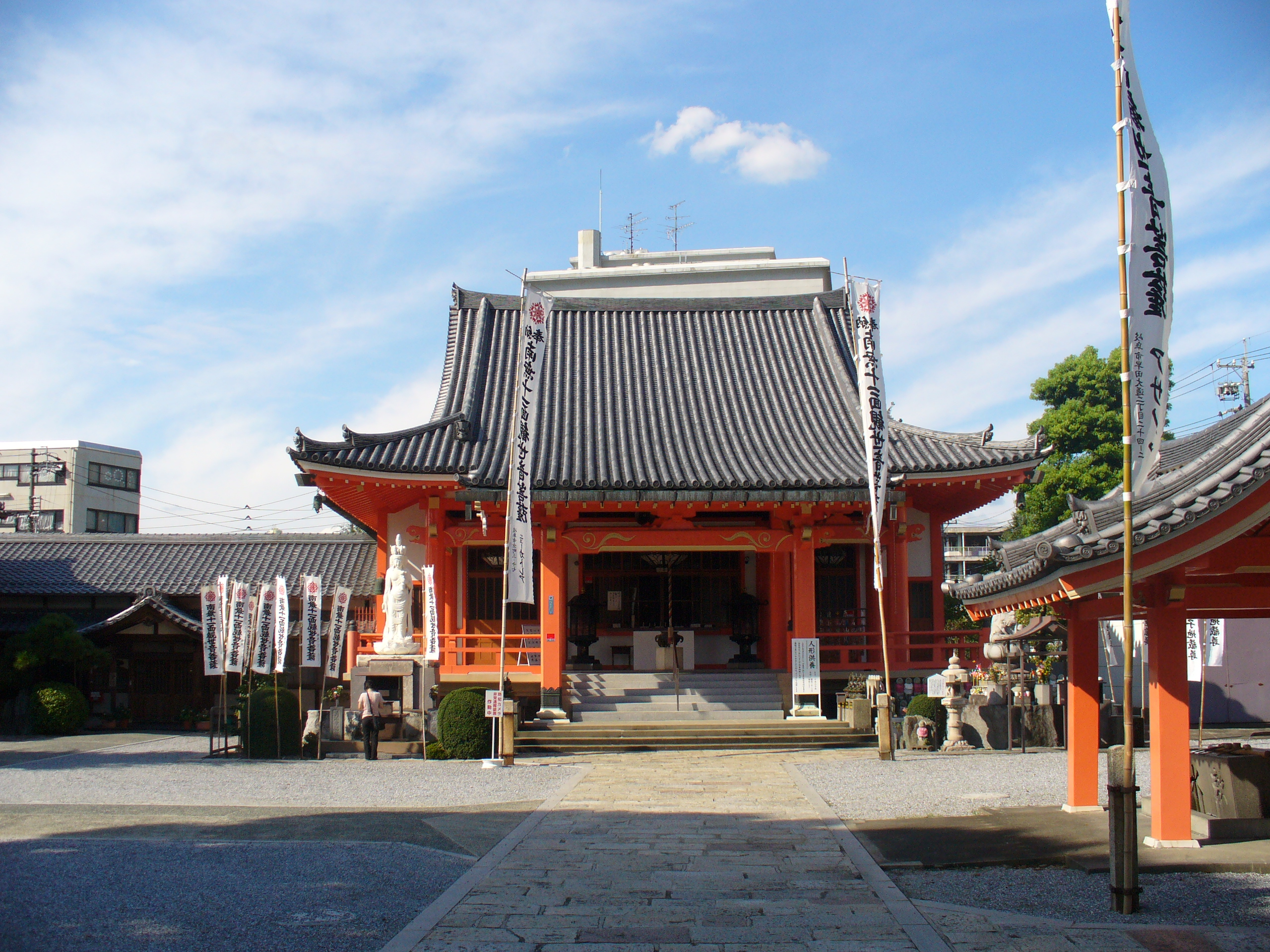
Mie-ji.

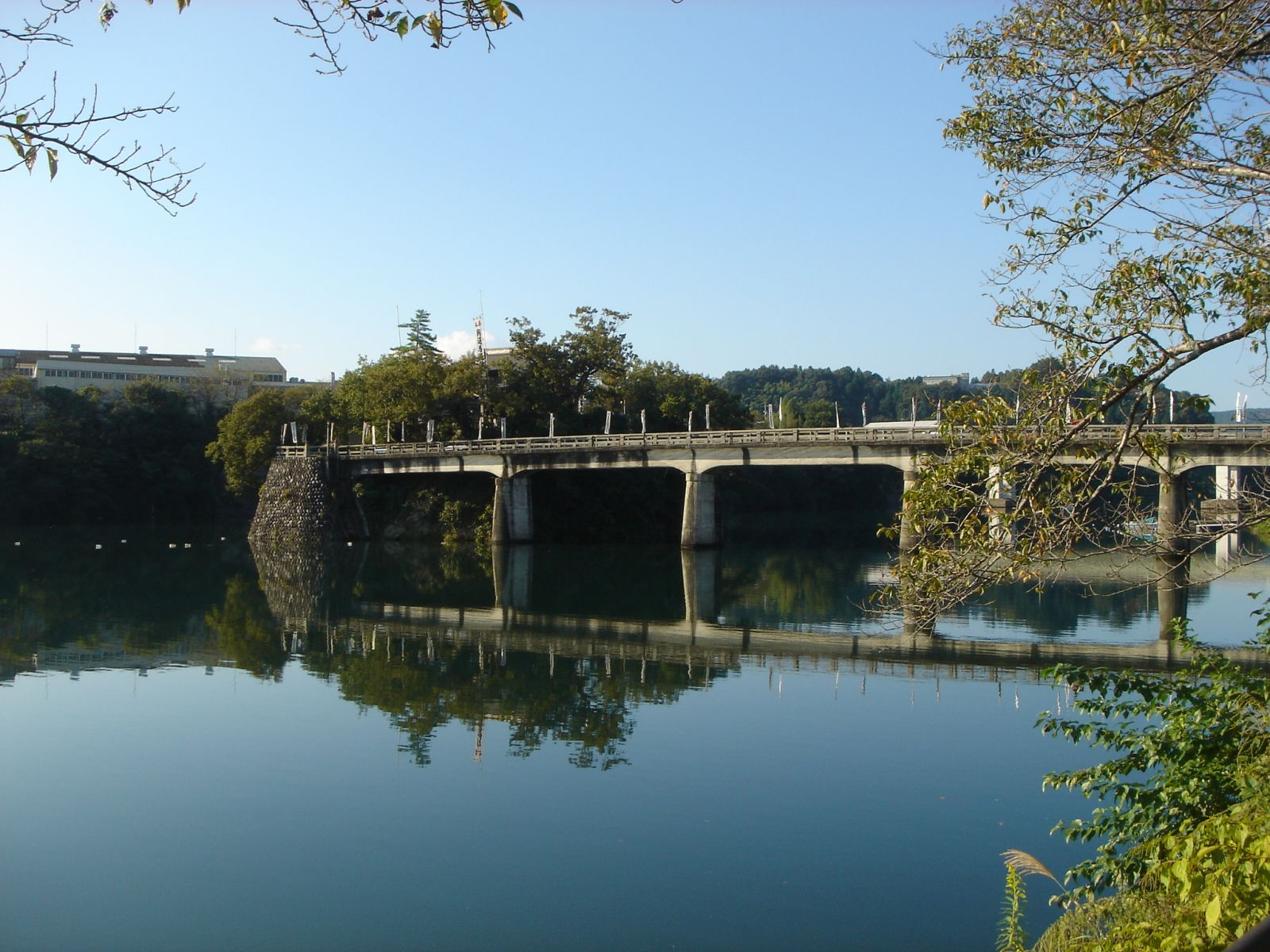
Pont menant au Shōzan-ji.

Les trente-trois Kannon de Mino (美濃三十三観音, Mino Sanjūsan Kannon) sont une succession de temples bouddhistes au sud de la préfecture de Gifu au Japon. Le nom provient de celui de la province de Mino, l'ancien nom de la région. La liste est créée à l'origine au milieu de l'époque d'Edo.

## Trente-trois Kannon de Mino
| N°. | Nom                    | Japonais | Sangō        | Secte        | Emplacement |
| --- | ---------------------- | -------- | ------------ | ------------ | ----------- |
| 1   | Nichiryūbu-ji          | 日龍峰寺 | Dainichi-san | Shingon      | Seki        |
| 2   | Rokuon-ji (Mino)       | 鹿苑寺   | Kongō-san    | Rinzai       | Mino        |
| 3   | Raishō-ji              | 来昌寺   | Chōei-zan    | Terre Pure   | Mino        |
| 4   | Hōshō-in               | 宝勝院   | Konpira-san  | Shingon      | Mino        |
| 5   | Eishō-ji               | 永昌寺   | Kaiun-zan    | Rinzai       | Seki        |
| 6   | Eri-ji                 | 恵利寺   | Ozaki-yama   | Rinzai       | Seki        |
| 7   | Ryōfuku-ji             | 龍福寺   | Iwaya-san    | Rinzai       | Seki        |
| 8   | Sankō-ji               | 三光寺   | Ryūō-san     | Shingon      | Yamagata    |
| 9   | Tōkō-ji                | 東光寺   | Fuji-san     | Rinzai       | Yamagata    |
| 10  | Kōgon-ji               | 広厳寺   | Hōun-zan     | Rinzai       | Yamagata    |
| 11  | Dairyū-ji              | 大龍寺   | Kinzoku-san  | Rinzai       | Gifu        |
| 12  | Taikō-in               | 退耕院   | Myōchi-zan   | Rinzai       | Minokamo    |
| 13  | Kannami-ji             | 甘南美寺 | Hakuka-san   | Rinzai       | Yamagata    |
| 14  | Sōfuku-ji              | 崇福寺   | Shingo-zan   | Rinzai       | Gifu        |
| 15  | Hokke-ji               | 法華寺   | Ryōju-san    | Shingon      | Gifu        |
| 16  | Ganjō-ji               | 願成寺   | Nyoi-zan     | Shingon      | Gifu        |
| 17  | Gokokushi-ji           | 護国之寺 | Yūsō-san     | Shingon      | Gifu        |
| 18  | Mie-ji                 | 美江寺   | Dainichi-san | Tendai       | Gifu        |
| 19  | Enkyō-ji               | 円鏡寺   | Chikyō-zan   | Shingon      | Kitagata    |
| 20  | Guzei-ji               | 弘誓寺   | Shigu-san    | Rinzai       | Yamagata    |
| 21  | Hōshaku-ji             | 宝積寺   |              | Rinzai       | Sakahogi    |
| 22  | Manshaku-ji            | 万尺寺   |              | Rinzai       | Minokamo    |
| 23  | Kichijō-ji             | 吉祥寺   | Shingū-yama  | Rinzai       | Seki        |
| 24  | Jinkō-ji               | 神光寺   |              | Shingon      | Seki        |
| 25  | Sōkei-ji               | 曹渓寺   |              | Rinzai       | Mino        |
| 26  | Kiyomizu-dera (Tomika) | 清水寺   | Hakka-zan    | Rinzai       | Tomika      |
| 27  | Yūsen-ji               | 祐泉寺   | Iō-zen       | Rinzai       | Minokamo    |
| 28  | Ryōfuku-ji             | 龍福寺   | Rinza-san    | Rinzai       | Tomika      |
| 29  | Shōzan-ji              | 小山寺   |              | Rinzai       | Minokamo    |
| 30  | Zenpuku-ji (Gifu)      | 善福寺   |              | Jōdo Shinshū | Gifu        |
| 31  | Tokuun-ji              | 徳雲寺   |              | Sōtō         | Minokamo    |
| 32  | Ryūzō-ji               | 立蔵寺   |              | Sōtō         | Seki        |
| 33  | Shinchōkoku-ji         | 新長谷寺 | Yoshida-yama | Shingon      | Seki        |

## Cent Kannon de Tōkai
Les trente-trois Kannon de Mino associés aux trente-trois Kannon d'Owari à l'ouest de la préfecture d'Aichi, aux trente-trois Kannon de Mikawa à l'est de la préfecture d'Aichi et au Toyokawa Inari forment les cent Kannon de Tōkai.